# Palau zászlaja
Palau zászlajában a kék szín az idegen uralomból függetlenségbe történő végleges átmenetet jelképezi. A középen megjelenő sárga kör a telihold, ami a halászat, a favágás, a kenukészítés, az ültetés, a betakarítás és az ünnep idejét jelzi.